# Узкоколейная железная дорога Васильевского торфопредприятия
Узкоколейная железная дорога Васильевского торфопредприятия — торфовозная узкоколейная железная дорога, колея 750 мм. Максимальная длина 150 км, Действовала с 1927 до 2014 год. Было грузовое движение, пассажирское движение.

## История
Васильевское предприятие промышленного железнодорожного транспорта (ВППЖТ) находилось в посёлке Васильевский Мох, Тверской области. Торфопредприятия «Васильевский Мох», названного по одноимённому торфомассиву, в 1927 году были добыты первые тонны торфа и началось строительство посёлка Центральный (ныне Васильевский Мох). В 1936 году была сдана в эксплуатацию станция «Васильевский Мох» широкой колеи, почти одновременно была построена полноценная узкоколейная железная дорога — торфовозного назначения. Добытый торфопредприятием торф перегружался на широкую колею, по которой поступал в город Калинин (Тверь). В октябре-декабре 1941 года Калинин был оккупирован немецко-фашистскими войсками, после освобождения Калининского района торфодобыча возобновилась.
В 1947 году был составлен «Технический проект реконструкции и расширения торфопредприятия „Васильевский Мох“», предусматривавший освоение торфомассива Оршинский Мох, многократное увеличение объёма добычи торфа и строительство новых участков узкоколейной железной дороги. Согласно проекту 1947 года, был построен новый участок от поста 4-го километра до разъезда Оршино (посёлок Восток) и далее до производственных участков в 1955 году был основан посёлок Новая Орша — торфопредприятия Оршинское-I. В 1965 году на базе железнодорожного цеха торфопредприятия Васильевский Мох было создано Васильевское объединённое хозяйство железнодорожного транспорта, в 80-х годах оно было переименовано в Васильевское предприятие промышленного железнодорожного транспорта (ВППЖТ).

### Современное состояние
Васильевское предприятие промышленного железнодорожного транспорта (ВППЖТ) активно работало до 2002 года. Затем начался период катастрофического упадка, объём добычи торфа сократился в несколько раз, было прекращено движение на участке Оршино — Романово — Новая Орша. В 2002 году был разобран участок от станции Перегрузочная до Святинского торфомассива, тогда же был снят второй путь от станции Перегрузочная до разъезда Бежецкий. 

#### 2005
По состоянию на 2005 год, значительная часть линий не действовала или находилась в ожидании демонтажа, ВППЖТ было расформировано, узкоколейная железная дорога находилась в ведении отдела железнодорожных перевозок ОАО «Васильевский Мох» (участок Перегрузочная — Восточный) и в ведении организации, возникшей на базе бывшего торфопредприятия Оршинское-I. Сохранялась вывозка торфа и регулярное движение поездов по маршрутам Перегрузочная — Бежецкий — Оршино — Восточный-1 и Новая Орша — 4-й участок, все остальные линии были заброшены. 

#### 2008
По состоянию на май 2008 года, сохраняется движение на линиях Перегрузочная — Бежецкий — Восточный 1 и Новая Орша — 4-й участок. По состоянию на начало 2010 года, в действующем состоянии находились две не взаимосвязанные линии узкоколейной железной дороги: от посёлка Новая Орша до 4-го участка и от станции Перегрузочная (посёлок Васильевский Мох) до участка Восточный-1. 

#### 2012
По состоянию на октябрь 2012 года, узкоколейная железная дорога от Васильевского Мха до участка Восточный-1 остаётся действующей, узкоколейная железная дорога торфопредприятия Оршинское-I в Новой Орше не имела регулярного движения, но не была полностью разобрана.

#### 2014
Осенью 2014 г. был начат демонтаж железнодорожного полотна. На настоящий момент все рельсы сняты, а железнодорожная насыпь используется как автомобильная дорога.

## Подвижной состав
Локомотивное депо Васильевского торфопредприятия:

Локомотивы:
- ТУ4 — № 1736
- ТУ6П — № 0016
- ТУ7А — № 1827, 2710
- ЭСУ2А — № 139, 908, 947

Вагоны:
- Вагоны-цистерны
- Хопперы-дозаторы
- Вагоны-платформы
- Полувагоны для торфа
- Вагон-транспортёр для перевозки крупногабаритной торфодобывающей техники.

Путевые машины:
- Дрезина ПД-1 — № 843
- Путеукладчики ППР2МА
- Снегоочистители узкоколейные
- Дизель-электрический кран КЖУ-0 — № 9